# Tommy Cash
Tommy Cash, artistnamn för Tomas Tammemets, född 18 november 1991 i Tallinn, är en estländsk rappare, sångare och låtskrivare. Han representerade Estland i Eurovision Song Contest 2025 med låten "Espresso Macchiato" som slutade på tredje plats i finalen.